# Ruja Ignatova
Ruja Ignatova (búlgaro: Ружа Игнатова) (Sófia, 30 de maio de 1980) é uma fraudadora búlgara condenada. Ela é mais conhecida como a fundadora de um esquema Ponzi conhecido como OneCoin, que o Times descreveu como "um dos maiores golpes da história". Ela foi o tema da série de podcasts da BBC de 2019, The Missing Cryptoqueen. O Times também se referiu a ela como uma "rainha do golpe".
Desde 2017, ela foge da aplicação da lei, incluindo o FBI. Ela foi acusada à revelia pelas autoridades americanas de fraude eletrônica, fraude de valores mobiliários e lavagem de dinheiro.

## Biografia
Nascida em Sófia, Bulgária, emigrou para a Alemanha com a família aos dez anos de idade e passou parte de sua infância em Schramberg, no estado de Baden-Württemberg. Em 2005, obteve o título de PhD em direito privado europeu pela Universidade de Constança com a dissertação Art. 5 Nr. 1 EuGVO - Chancen und Perspektiven der Reform des Gerichtsstands am Erfüllungsort; que discute lex causae em conflito de leis. Seu orientador de doutorado era Astrid Stadler. Ela diz que também estudou na Universidade de Oxford. Em 2012, ela foi condenada por fraude na Alemanha em conexão com a aquisição de uma empresa por ela e seu pai, Plamen Ignatov, que logo depois foi declarada falida em circunstâncias duvidosas; ela recebeu uma sentença suspensa de 14 meses de prisão.
Em 2014, ela fundou um esquema de Ponzi chamado OneCoin. Em outubro de 2017, quando os investigadores da Alemanha e dos Estados Unidos fecharam o cerco sobre Ignatova, ela embarcou em um voo matinal da Ryanair de Sófia com destino a Atenas, e ela desapareceu. Em 2019, seu irmão Konstantin Ignatov se declarou culpado de fraude e lavagem de dinheiro em conexão com o esquema.
O ex-marido alemão de Ruja trabalha como advogado em Frankfurt na empresa Linklaters; eles tiveram uma filha em 2016.